# Borgtochtgeldschieter
Met borgtochtgeldschieter wordt gerefereerd aan een bailbondsman uit het Amerikaanse strafrecht. Borgtochtgeldschieters zorgen ervoor dat verdachte personen weer op vrije voeten kunnen komen door hun geld voor de borgtocht voor te schieten. Er bestaat geen direct equivalent van het begrip bailbondsman in het Nederlands, maar borgtochtgeldschieter komt het meest in de buurt.

## Borgtocht
Borgtochtgeldschieters helpen proces-afwachtende gedetineerden door hen in staat te stellen alleen maar een klein percentage van het totaal bedrag van de borgtocht aan de rechtbank te betalen (vaak 10%, maar dit hangt af van de deelstaat) en vervolgens betaalt de geldschieter de rest. Soms wordt er ook onderpand geëist in de vorm van een hypotheekoverdracht of familiejuwelen. Wanneer de verdachte voor het gerecht verschijnt, wordt het volledige bedrag van de borgtocht aan de borgtochtgeldschieter terugbetaald en behoudt deze daarbij het door de verdachte zelf betaalde percentage als betaling voor geleverde diensten.
Er bestaan drie soorten borgtocht in de Verenigde Staten: personal recognizance, cash bail, en surety bail. De eerste is een soort 'vrijlating onder zelfbewustzijn' waarmee geen geld is gemoeid, de tweede betekent dat de verdachte zelf de hele rekening mag betalen met eigen geld, en de derde stelt de verdachte in staat de diensten te gebruiken van een geldschieter. Amerikaanse rechters zullen dan ook specifieke termen zoals "cash or surety" gebruiken in hun borgtocht-uitspraak.

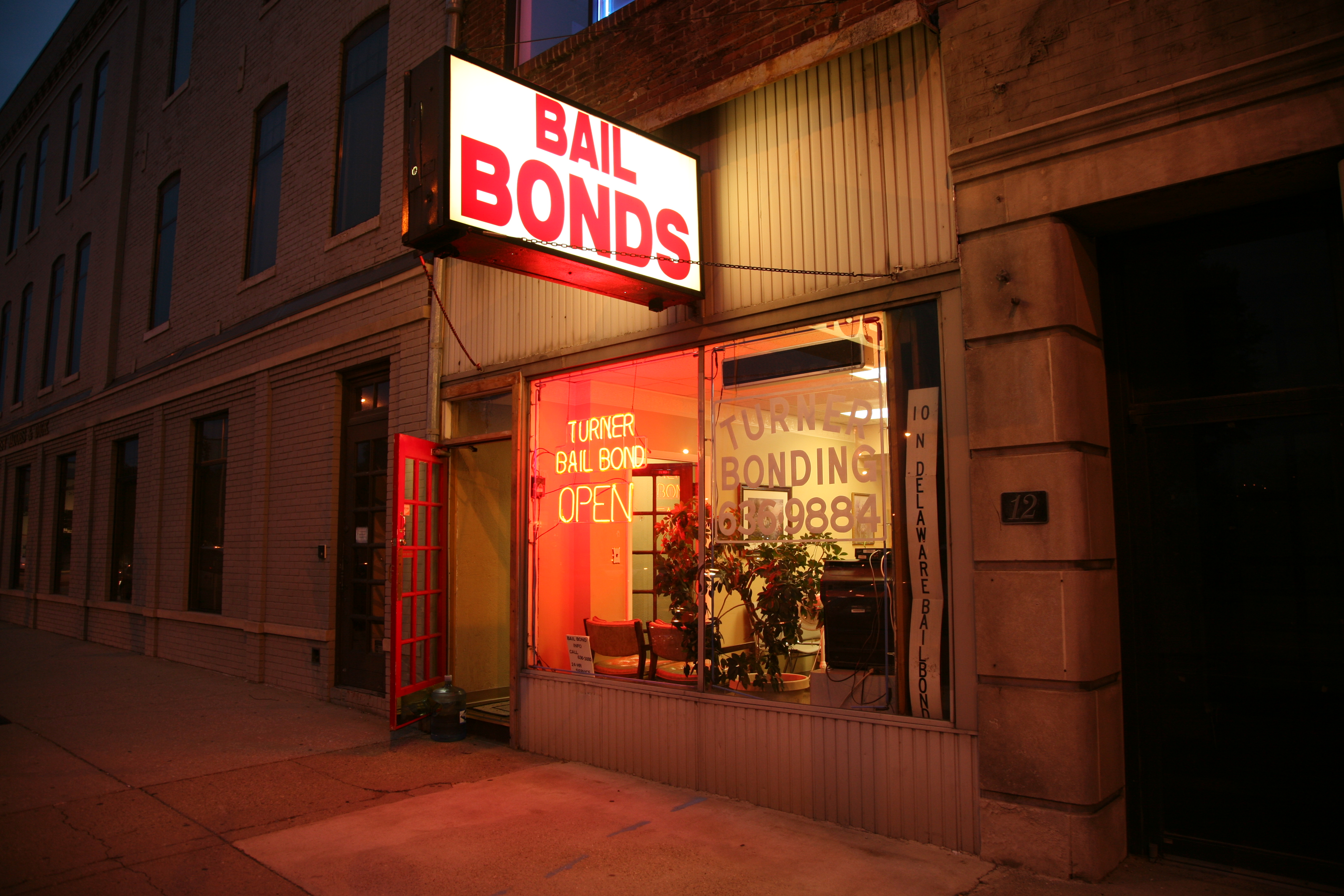
Het kantoor van een borgtochtgeldschieter in Indianapolis, Indiana

Het Amerikaanse strafrecht houdt alleen rekening met de ernst van het vermeende misdrijf en de bijbehorende aanklachten bij het bepalen van de hoogte van de borgtocht. Er wordt niet gekeken naar de persoonlijke omstandigheden of financiële toestanden van de verdachte.

## Geldschieter
Hierdoor zijn vooral de armen en mensen uit de middenklasse benadeeld die het bedrag niet kunnen opbrengen. De diensten van de geldschieter stellen de verdachte in staat alsnog vrij te komen zonder last van geldgebrek.
De geldschieter verleent zijn diensten in ruil voor de belofte van de verdachte om op te komen dagen tijdens zijn proces. Vaak gaat de dienstverlening gepaard met speciale voorwaarden die door de geldschieter zelf worden opgelegd. Dit kan bijvoorbeeld toezicht zijn maar ook dat de verdachte regelmatig verschijnt in het kantoor van de geldschieter of telefonisch inbelt om te bewijzen dat hij van plan is zijn rechtsproces bij te wonen.
Als de verdachte niet opdaagt op het proces, krijgt de geldschieter de borgtocht niet terugbetaald van de rechtbank. In de Verenigde Staten hebben ze dan het wettelijk recht om zelf of via een premiejager (Engels: bounty hunter) de verdachte te arresteren om alsnog de borg te kunnen innen.

## Invloed op rechtspraak
Een van de ideeën achter dit systeem van geldschieten is dat verdachte personen beter aan hun verdediging kunnen bijdragen als ze op vrije voeten blijven. Niet alleen de jury, maar ook de rechter en de openbaar aanklager beoordelen een verdachte positiever als hij vrij weet te blijven voorafgaand aan zijn strafproces. Vrijlating maakt het ook gemakkelijker het gedrag van de verdachte na het begaan van het ten laste gelegde strafbare feit te observeren. Als deze zich in die periode niet bezighoudt met strafbare feiten zou de openbaar aanklager sneller geneigd zijn de strafeis te verlagen.
De betrokken beroepsbeoefenaren zullen echter nooit openlijk toegeven dat het al dan niet op vrije voeten zijn van de verdachte meespeelt bij de uiteindelijke rechtszaak. Het officieel mee laten wegen hiervan zou in strijd zou zijn met de principes omtrent een eerlijk proces.